# جفرسون داگلاس دوس سانتوس باتیستا
جفرسون داگلاس دوس سانتوس باتیستا (به پرتغالی: Jeferson Douglas dos Santos Batista) هافبک اهل برزیل است که در شهر بلو هوریزونته و در تاریخ ۱۳ فوریهٔ ۱۹۸۹ به دنیا آمده‌است.
جفرسون داگلاس دوس سانتوس باتیستا در تیم‌های فوتبال CRB، Democrata-GV سابقهٔ حضور دارد.